# Ляховичи (Дзержинский район)
Ля́ховичи (бел. Ляхавічы) — деревня в составе Станьковского сельсовета Дзержинского района Минской области Беларуси. Бывший административный центр Ляховичского сельсовета (до 2009 года). 

## География
Находится в 10-и километрах от Дзержинска, 48-и километрах от Минска в 12-и километрах от железнодорожной станции Койданово.

### Гидрография
Река Усса.

## История
Первые упоминания о Ляховичах появляются в XVII веке: в 1620 году они входили в состав имения Койданово. После второго раздела Речи Посполитой — в составе Российской империи, входила в имение Станьково. В 1800 году — 15 дворов, 64 жителя. На реке Усса действовала водная мельница. В 1858 году — 72 ревизские души. В 1897 году — 48 дворов, 314 жителей.
В 1910 году в деревне построили водяную мельницу и лесопилку для изготовления гонта. В 1912 году была открыта земская школа. В 1917 году — 55 дворов, 292 жителя. С 9 марта 1918 года в составе провозглашённой Белорусской Народной Республики, однако фактически находилась под контролем германской военной администрации. С 1 января 1919 года в составе Советской Социалистической Республики Белоруссия, а с 27 февраля того же года в составе Литовско-Белорусской ССР, летом 1919 года деревня была занята польскими войсками, после подписания рижского мира — в составе Белорусской ССР.
С 20 августа 1924 года —центр Нарейковского сельсовета (с 25 июля 1925 года — Ляховичского). В 1926 году — 65 дворов, 296 жителей, в школе обучалось 27 учеников. С 1924 года Ляховичи вошли в состав Койдановского района как центр национального польского сельского совета, с 1932 года — в Койдановскому национальном польском районе, с 29 июня 1932 года — в Дзержинском национальном польском районе (23 августа 1937 года власти СССР реорганизовали национальный польский район в белорусский), с 31 июля 1937 года — в Минском районе, с 4 сентября 1939 года — в Дзержинском районе Минской области.
В 1929 году открыт колхоз имени Карла Маркса, действовали кузня, водяная мельница. С 28 июля 1941 года по 7 июля 1944 года — под нацистской оккупацией, на фронте погибли 24 жителя.
После войны был восстановлен колхоз. В 1960 году — 246 жителей, в 1972 году — 56 дворов, 176 жителя. Входили в состав колхоза «Красное Знамя».
До 30 октября 2009 года — центр Ляховичского сельсовета. 30 октября 2009 года деревня передана из упразднённого Ляховичского в Станьковский сельсовет.

## Население
| Численность населения (по годам) | Численность населения (по годам) | Численность населения (по годам) | Численность населения (по годам) | Численность населения (по годам) | Численность населения (по годам) | Численность населения (по годам) | Численность населения (по годам) |
| 1897                             | 1917                             | 1926                             | 1960                             | 1972                             | 1991                             | 1999                             | 2004                             |
| -------------------------------- | -------------------------------- | -------------------------------- | -------------------------------- | -------------------------------- | -------------------------------- | -------------------------------- | -------------------------------- |
| 314                              | ↘292                             | ↘269                             | ↘246                             | ↘176                             | ↗178                             | ↘153                             | ↘151                             |
| 2010                             | 2017                             | 2018                             | 2020                             |                                  |                                  |                                  |                                  |
| ↗168                             | ↘142                             | ↘133                             | ↗143                             |                                  |                                  |                                  |                                  |

## Инфраструктура
В 2009 году в составе филиала «Крион-Агро», ранее работали начальная школа, фельдшерско-акушерский пункт, клуб, библиотека, отделение связи и магазин. 

## Достопримечательность
В деревне, возле здания бывшего сельисполкома, находится братская могила девяти советских воинов, которые погибли в 1944 году, во время освобождения деревни от немецко-фашистских оккупантов. В 1957 году над могилой установлен обелиск.
В центре деревни расположен памятник землякам, в память об 21 жителе деревне, которые погибли на фронтах Великой Отечественной войны.

### Памятник природы, заказник
- Ляховичские дубы — ботанический памятник природы местного значения

## Известные лица
Ляховичи — родина белорусского литературоведа Василия Ивашина.